# ابونصر زهیر سرخسی
ابونصر زهیر بن حسن سرخسی، از فقهای شافعی و مفتی خراسان بوده‌است. این فقیه نزد ابوحامد اسفراینی تحصیل می‌کرده‌است.
از امام بو علی زاهر بن احمد الفقیه سرخسی معروف به زاهر پسر احمد سرخسی نقل شده که ابونصر در سال ۴۵۴ یا ۴۵۵ هجری قمری در دیار سرخس بدرود حیات گفته‌است.